# Saint-Amand-Longpré
 Saint-Amand-Longpré  es una población y comuna francesa, en la región de Centro, departamento de Loir y Cher, en el distrito de Vendôme. Es el chef-lieu y mayor población del cantón de Saint-Amand-Longpré. Saint Amand Longpré posee escuela, bomberos y de correo propio. Es un punto medio entre distintos pueblos cercanos que se reúnen aquí.

## Demografía
| 872 | 940 | 939 | 1009 | 949 | 1035 |
| Para los censos de 1962 a 1999 la población legal corresponde a la población sin duplicidades (Fuente: INSEE [Consultar]) |     |     |      |     |      |